# Daniel Natea
Daniel Natea (Sibiu, 21 de abril de 1992) es un deportista rumano que compite en judo. Ganó una medalla de bronce en el Campeonato Europeo de Judo de 2016, en la categoría de +100 kg.

## Palmarés internacional
| Campeonato Europeo | Campeonato Europeo | Campeonato Europeo | Campeonato Europeo |
| Año                | Lugar              | Medalla            | Categoría          |
| ------------------ | ------------------ | ------------------ | ------------------ |
| 2016               | Kazán (Rusia)      | Medalla de bronce  | +100 kg            |